# Яканс, Вайронис
Ва́йронис Я́канс (латыш. Vaironis Jakāns; 10 июня 1927 — 29 декабря 2008) — советский и латвийский актёр. Народный артист Латвийской ССР (1990).

## Биография
Вайронис Яканс родился 10 июня 1927 года в небольшом городе Яунелгава, в семье парикмахера Эрнеста Яканса (некоторые источники датой рождения указывают 20 июня).
Учился в Яунелгавской средней школе, завершить образование в которой удалось только после войны. Был мобилизован в немецкую армию и направлен на работу помощником в лётную часть (1944). После прохождения проверки в фильтрационном лагере города Моршанска Тамбовской области (1945) вернулся в Латвию.
Окончил театральный факультет Латвийской государственной консерватории им. Я. Витола (1952). Работал актёром Елгавского драматического театра (1952—1953), Драматического театра им. А. Упита (1954—2004).
Снимался в небольших и эпизодических ролях в фильмах режиссёров Рижской киностудии.
Скончался 29 декабря 2008 года в Риге. Похоронен на Лесном кладбище.

## Признание и награды
- Заслуженный артист Латвийской ССР (1970)
- Народный артист Латвийской ССР (1990)
- Офицер ордена Трёх звёзд (2005)[2]

## Творчество

### Роли в театре

#### Елгавский драматический театр
- 1952 — «Пустая посуда» Андрея Глобы — Чжан-Гун
- 1953 — «Семья» Ивана Попова — Володя Ульянов

#### Драматический театр им. А. Упита (Национальный театр)
- 1955 — «На дне» Максима Горького — Алёшка
- 1955 — «Семейное дело» Ежи Лютовского — Томаш
- 1957 — «Шут» Мартиньша Зивертса — Джигс
- 1958 — «Из подслащённой бутылки» Рудольфа Блауманиса — Пичукс
- 1959 — «Тени белых башен» Паула Путниньша — Павилс
- 1961 — «Он сказал — нет» А. Хеллана — Фрэнк Уоррен
- 1963 — «Три товарища» по роману Эриха Мария Ремарка — Готтфрид Ленц
- 1966 — «Кьоджинские перепалки» Карло Гольдони — Исидоро
- 1969 — «Мой милый, мой дорогой» Хария Гулбиса — Мудигайс
- 1969 — «Дни портных в Силмачах» Рудольфа Блауманиса — Иоська
- 1971 — «Лилиом» Ференца Мольнара — Хуго
- 1980 — «Времена землемеров» Рейниса и Матиса Каудзите — Тенис
- 1987 — «Шум за сценой» Майкла Фрейна — Тим Олгуд
- 1987 — «С хижиной в церкви» Паула Путниньша — Талис
- 1989 — «Субботний вечер» Рудольфа Блауманиса — Бунгатиньш
- 1990 — Плутни Скапена Мольера — Аргант
- 1992 — «Беден, как церковная мышь» Л. Фодора — Шинцл
- 1994 — «Преступление и наказание» по роману Ф. М. Достоевского — Мармеладов
- 1994 — «Большой улов» Анны Бригадере — Микелис
- 1996 — «Земля зелёная» Андрея Упита — Прейманис
- 1997 — «Сын рыбака» по роману Вилиса Лациса — Бунджиня
- 1998 — «Феликс и Фелиция» Паула Путниньша — Вилим

### Фильмография
- 1968 — Когда дождь и ветер стучат в окно — Межниек
- 1970 — Клав — сын Мартина — Хабекс
- 1971 — В тени смерти — Скрастиньш
- 1973 — Олег и Айна — Гулбис
- 1974 — Нападение на тайную полицию — Спицаус
- 1975 — В клешнях чёрного рака — барон Хексенберг
- 1975 — Наперекор судьбе — Капейка
- 1977 — Будьте моей тёщей! — посетитель
- 1982 — Личная жизнь Деда Мороза
- 1983 — Каменистый путь — эпизод
- 1984 — Фронт в отчем доме — Шустыньш
- 1986 — Он, она и дети — отец Виктора